# Comunità ebraica di Modica
La comunità ebraica di Modica, esistente fino all'espulsione degli ebrei dalla Sicilia decretata nel 1492, fu una delle più fiorenti della Sicilia. Il suo sviluppo fu legato alle vicende della contea di Modica, i cui domini si estendevano su buona parte della Sicilia.
Il numero di ebrei modicani doveva aggirarsi intorno alle 1000 o 2000 persone se un quartiere intero era abitato essenzialmente dalla comunità, il quartiere che ancora oggi prende il nome di Cartidduni, da un cartello che avrebbe indicato l'entrata nel quartiere. Un'indicazione della rilevanza della popolazione si ha anche in relazione ad un avvenimento tragico che colpì la città nel giorno dell'Assunta del 1474.
In quel giorno, diverse centinaia di ebrei, si parla di almeno 360 furono massacrati dalla popolazione aizzata da un predicatore particolarmente fervente. Questo massacro fu il più terribile della storia degli ebrei di Sicilia. L’efferatezza delle stragi di Noto e Modica è confermata da quanto scrive lo stesso re Giovanni II d'Aragona, il quale, nell’ottobre dello stesso 1474 rappresenta al tesoriere generale e al Conservatore del Real Patrimonio del Regno di Sicilia che “Havem sabut que ara derrerament han donat a sanch e pedrales juheries de Notho e Modica quecreeu es stat cas que per esser en tanta lesio de la maiestat nostra, sotsproteccio de la qual deucadahu star segur... Esnosditque en Notho se ha fetdels juheus tan gran strage que ne dona ne vell ne infant no ha restat”